# Dab (танець)

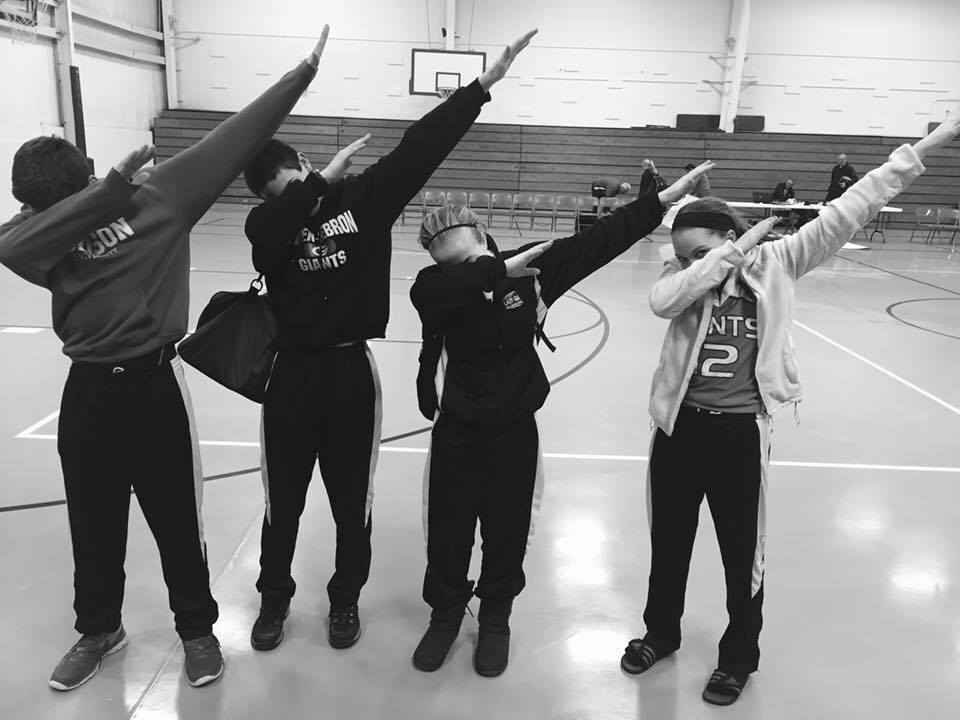
Група підлітків виконує dab

Dab (деб) — танцювальний рух, при якому танцюрист одночасно опускає голову і піднімає руку по лікоть в жесті, що схожий на "жест чхання". 2015 року dab набув великої популярності у США.

## Походження
Dab виник в Атланті, але спершу існували розбіжності в тому, хто саме започаткував танець. Серед імовірних авторів називали таких виконавців, як Migos (в "Look at My Dab"), Skippa Da Flippa, Peewee Longway, Jose Guapo та Rich The Kid. Згодом було досягнуто згоди, що танець започаткував Skippa da Flippa.
Американський репер Bow Wow, намагаючись пояснити виникнення танцю, сказав, що спільнота конопляних деберів використовувала цей рух задовго до 2012. Його заява зустрілася з запереченням з боку інших реперів, що одразу ж посипали образи на його адресу через Twitter.
Існує припущення, що танець виник через шанувальників кокаїну, що вживають його схожим моторним рухом. Однак, немає жодних доказів, що це припущення правдиве. Кем Ньютон, гравець НФЛ із "Кароліна Пантерс", добре відомий виконанням цього танцю після забитого голу. Також футболіст Поль Поґба відзначав свої голи, ще виступаючи за "Ювентус" (до 2016 року).